# Eduard Manhart

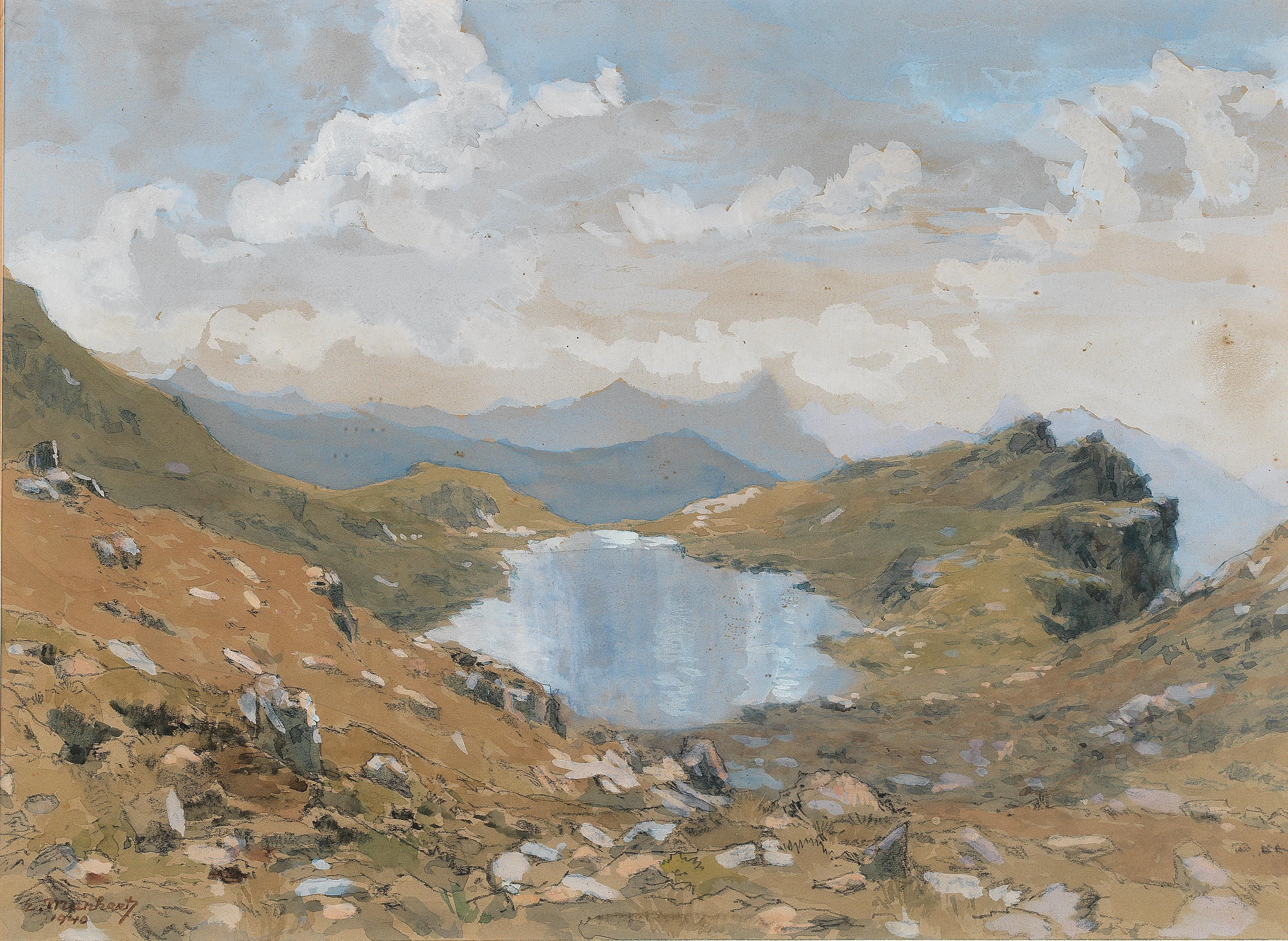
Morgen am Bergsee – Zwei Seen in der Kreuzeckgruppe

Eduard Manhart (* 19. Januar 1880 in Klagenfurt; † 1945 in Begunje) war ein österreichischer Landschaftsmaler und Freskant.
Nach der Schulzeit übersiedelte er nach Wien, wo er von 1898 bis 1900 die Kunstgewerbeschule, dann zwei Jahre lang die Meisterschule für die Landschaftsmalerei bei Eduard Peithner von Lichtenfels besuchte.
Von 1904 bis 1906 studierte er an der Königlichen Akademie der Künste in München bei Ludwig Willroider.
Nach dem Studium kehrte er nach Kärnten zurück, wo er als Landschaftsmaler tätig wurde. Er wurde Mitglied des Kärntner Kunstvereins und nahm an mehreren Ausstellungen im Lande teil.
Während des Ersten Weltkrieges war er von 1916 bis 1918 als Kriegsmaler an der Südwestfront tätig. Nach dem Kriegsende nahm er am Kärntner Abwehrkampf teil.
Ab den 1920er Jahren schuf er mehrere Ansichtsbilder, die in der Form von Postkarten erschienen.
Manhart wurde mit der künstlerischen Gestaltung des Klagenfurter Bahnhofs beauftragt. 1926 schuf er die Wandmalerei „Ankogel“ im Landhaus Klagenfurt.
Im Zweiten Weltkrieg wurde er wieder als Kriegsmaler an der norwegischen Front tätig. Manhart war Mitglied der SA und beteiligte sich u. a. 1942 mit fast 50 Aquarellen, die er 1941 in Norwegen geschaffen hatte, in Dresden an der Kunstausstellung der SA. Er trat bereits 1932 der NSDAP bei.
Kurz nach Kriegsende wurde Eduard Manhart von den slowenischen Partisanen verschleppt und starb, vermutlich im Mai 1945, im Internierungslager Vigaun/Begunje in Slowenien.